# Samtgemeinde Baddeckenstedt
La Samtgemeinde Baddeckenstedt est une Samtgemeinde, c'est-à-dire une forme d'intercommunalité de Basse-Saxe, de l'arrondissement de Wolfenbüttel, dans le Nord de l'Allemagne. Elle est formée le 1 mars 1974 de 18 villages qui appartenaient auf arrondissements de Wolfenbüttel et Goslar et regroupe les six municipalités de Baddeckenstedt (où se trouve le siège de la Samtgemeinde), Burgdorf, Haverlah, Elbe, Heere et Sehlde. Elle est séparée du reste de l'arrondissement de Wolfenbüttel par la ville-arrondissement de Salzgitter et forme donc une exclave. Le territore de la Samtgemeinde est traversée par le chemin de fer entre Hildesheim et Goslar avec une gare à Baddeckenstedt, et par l’autoroute A39 et la route fédérale B6 qui ont une jonction près du village Wartjenstedt.

## Source, notes et références
- (de) Cet article est partiellement ou en totalité issu de l’article de Wikipédia en allemand intitulé « Samtgemeinde Baddeckenstedt » (voir la liste des auteurs).

1. ↑  (de) « Die Samtgemeinde », sur Samtgemeinde Baddeckenstedt
2. ↑  « Baddeckenstedt », Deutsche Bahn